# Portomarín
Portomarín és un municipi de la província de Lugo a Galícia. Pertany a la comarca de Lugo.

## Història
La vila de Portomarín va néixer i va créixer al costat d'un pont romà sobre el Miño (reconstruït en l'Edat Mitjana) i del Camí de Santiago. Quan en 1962 es va construir l'embassament de Belesar, el poble es va traslladar al veí Monte do Cristo. Allí es van reconstruir alguns dels edificis més importants tant civils com religiosos; especialment l'Església de San Nicolás, d'estil romànic aixecada per l'Orde Hospitalària de Sant Joan de Jerusalem, les pedres de la qual van ser numerades i ensamblades de nou en el seu actual emplaçament.

## Parròquies
| - Bagude (San Bartolomeu) - Caborrecelle (San Xulián) - O Castro de Soengas (San Martiño) - Castromaior (Santa María) - Cortapezas (Santa María) - Fiz de Rozas (San Lourenzo) - Gonzar (Santa María) - León (San Martiño) - Narón (Santa María) - Nespereira (San Cibrao) | - Portomarín (San Nicolao) - Portomarín (San Pedro) - Recelle (San Pedro) - Sabadelle (San Salvador) - San Mamede de Belaz (San Mamede) - San Mamede do Río (San Mamede) - Soengas (Santiago) - Vedro (San Martiño) - Vilarbasín (San Pedro) - Vilaxuste (San Pedro) |